# 銅鑼灣如心酒店

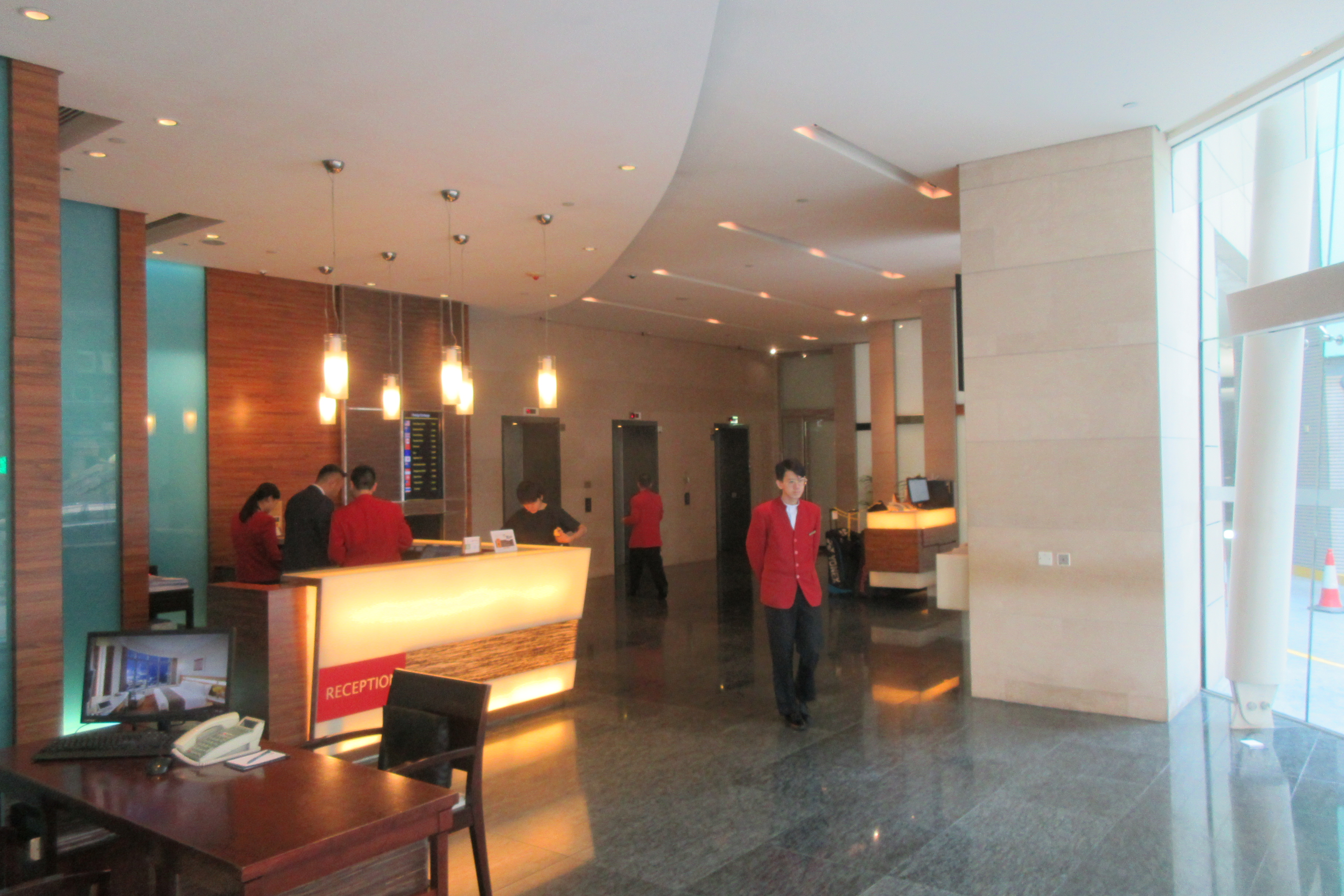
酒店大堂

銅鑼灣如心酒店，為香港灣仔區的一間四星級酒店，位處於香港香港島銅鑼灣天后英皇道18號，鄰近港鐵天后站，樓高40層，酒店於2005年12月開幕，於2021年3月2日正式改名為銅鑼灣如心酒店（Nina Hotel Causeway Bay），前身為如心銅鑼灣海景酒店 （L'hotel Causeway Bay Harbour View），提供275間豪華客房，包括200間寬敞舒適的客房，以及20間豪華套房及55間行政房間，由如心酒店集團管理。
大部份客房面向維多利亞公園，皆展顯自然美景，亦可遠眺維多利亞港，環境優美，觀之令人心曠神怡。

## 酒店設施
- 健身室
- 游泳池
- 商務中心
- 桑拿浴室
- 托兒服務
- 醫務室
- 餐廳
- 酒吧
- 中菜廳
- 宴會廳

## 其他服務和設施
- 酒店公共地方Wi-Fi無線上網
- 往返機場貴賓房車接送
- 租車服務
- 客房送餐服務
- 洗熨及乾洗，另設特快服務
- 保姆服務（應個別賓客要求）
- 24小時接待服務
- 機票預訂及確認服務
- 影印、傳真、打印、秘書及速遞服務
- 24小時醫護協助（應個別賓客要求）
- 外幣兌換
- 接受所有主要信用卡之付款
- 禁煙樓層
- 傷健設施房間

## 獎項
- 2013 卓越獎 貓途鷹
- 2014「商界顯關懷」機構 香港社會服務聯會
- 2016 用戶推薦酒店 藝龍旅行網
- 2016 金環獎 agoda.com
- 2016 最受歡迎酒店獎 Ctrip 携程
- 2016 最暢銷酒店 Ctrip 携程
- 2019 卓越獎 貓途鷹
- 2019 MasterChef 推介餐廳2019 - 阿翁小館
- 2019 戶外燈光約章 鉑金獎
- 2019 最佳進步酒店大獎 金珠獎

## 住宿
- 標準客房
- 高級客房
- 豪華客房
- 行政客房
- 行政海景客房
- 豪華套房
- 行政海景套房

## 餐廳
- Corner 18（西餐）餐廳資料 （页面存档备份，存于）
- The Booth（酒吧）餐廳資料
- 阿翁小館（中菜廳），由本地室內設計公司OPENUU負責設計[1]。餐廳資料 （页面存档备份，存于）

## 會議及婚宴
適宜舉行各式中小型聚會；五處場地，可容納最多86人，其中以坐擁廣闊維港海景的頂樓宴會廳，是舉行酒會派對和品酒會的首選；而其他的會議廳，亦宜舉行各類座談會、企業培訓和展覽。
- 阿翁小館（地庫）
- Corner 18（1樓）
- 銅鑼灣（6樓）
- 天后（6樓）
- 留仙（6樓）
- 天際會議廳（39樓）
- 天際會議廳（40樓）

會議設備
- 寬頻網絡
- 42吋等離子電視機
- 投影機及螢幕
- 激光指示器
- DVD/VCD 影碟機及CD機
- 多系統錄影機
- 揚聲器
- 無線咪
- 標準會議文具
- 白板
- 紙板
- 樽裝水
- 接待處基本設備
- 多款小休飲食餐單
- 寬敞會前及小休空間

婚宴設備
- 麻將耍樂
- 接待處基本設備
- 位於40樓的寬敞餐前酒會空間
- 掛牆闊電視
- 無線咪
- DVD/VCD 影碟機及CD機
- 多系統錄影機
- 寬頻網絡
- 揚聲器

## 交通
港鐵
- █  港島綫：天后站A1出口

巴士
- 接駁巴士—香港國際機場

專線小巴

## 參看
- 香港酒店列表
- 如心海景酒店暨會議中心
- 華懋集團

## 註腳
1. ↑  . OPENUU.   [2023-01-17]. （原始内容存档于2023-01-17）.

## 外部連結
- 如心銅鑼灣海景酒店 （页面存档备份，存于）